# Francisco Ibáñez de Peralta

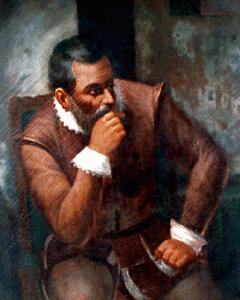
Francisco Ibáñez de Peralta

Francisco Ibáñez de Segovia y Peralta (* 1644 in Madrid; † 1712 in Lima) war ein spanischer Offizier, Kolonialadministrator und Gouverneur von Chile.

## Leben

### Herkunft und Jugend
Der Sohn von Mateo Ibáñez de Segovia und Elvira de Peralta Cárdenas war ab 1657 ein Ritter des Malteserordens. Er diente als Soldat in der Garnison des Ordens auf Malta und war 1672 ein Mitglied des Geschwaders von Sizilien.
Außerdem nahm er im Holländischen Krieg an Feldzügen in Flandern, gegen die Katalanen und Franzosen teil. Nach dem Friede von Nimwegen Frieden von Nimwegen reiste Ibáñez mit dem Herzog von Pastrana nach Frankreich, um die Geschenke zur Hochzeit von König Karl II. mit Marie Louise de Bourbon-Orléans zu überbringen.
Als 1690 der Krieg erneut ausbrach, übernahm er im Rang eines Maestre de Campo den Oberbefehl über große Teile des katalanischen Heeres. Der Historiker Diego Barros Arana zeichnet ihn wenig schmeichelhaft als Kind seiner Zeit: Er wurde „vom Beispiel der allgemeinen militärischen Desorganisation angesteckt, in der die Truppen, schlecht bezahlt und noch schlechter befehligt, sich aufs Schlimmste durchschlugen und vom Raub lebten, den mit einzigartiger Schlechtigkeit die Heerführer vorlebten“.
Da die Pensionen, die die Krone ausgelobt hatte, wegen der zerrütteten Staatsfinanzen über mehrere Jahre gar nicht ausgezahlt wurden, sah sich Ibáñez ohne eigene Mittel und bemühte sich um eine Verwaltungsposition in der Neuen Welt.

### Amtszeit als Gouverneur von Chile

#### Amtsantritt und Dynastiewechsel in Spanien
Am 6. März 1698 wurde er zum Gouverneur von Chile ernannt und reiste nach Südamerika. Zu den Verwandten, die ihn auf der Fahrt begleiteten, zählte auch sein Neffe, Mateo Ibáñez de Segovia y Orellana, Marqués de Corpa.
Er traf am 14. Dezember 1700 in Santiago de Chile an und nahm am 22. Dezember 1700 die Amtsgeschäfte auf, ohne wie seine Vorgänger einen Amtseid vor dem Stadtrat (spanisch Cabildo) zu leisten. Am 1. Juli 1701 erreichte die Nachricht vom Tode König Karls Santiago. Am 24. November 1700 hatte der Bourbone Philipp V. den spanischen Thron bestiegen – am 2. Dezember 1701 war auch diese Information bis nach Santiago gekommen, und der Cabildo schwor dem neuen König in feierlicher Zeremonie die Treue.

#### Amtsführung und Aufstände
Ibáñez’ Amtsführung wird als desolat geschildert: Er konfiszierte Güter und weigerte sich, sie wieder herauszugeben. Der Ämterkauf florierte. Seine Amtsführung in Verbindung mit dem Niedergang der überholten habsburgischen Bürokratie der Kolonialverwaltung provozierte Aufstände unter den Soldaten, die unter dem Ruf: "Es lebe der König! Nieder mit der Regierung!" standen. Im Februar 1703 stand die Kolonie am Rande des Bürgerkriegs.

#### Ende der Amtszeit
Zahlreiche Beschuldigungen gegen ihn wurden beim König vorgebracht. Dennoch wurde er im Januar 1709 in Ehren abgelöst und von Juan Andrés de Ustariz de Vertizberea, einem treuen Parteigänger und Financier König Philipps, in seinem Amt beerbt. Allerdings verzichtete König Philipp auf die sonst üblichen Versorgungen und Ehrungen für verdiente Gouverneure. Bis zum Eintreffen seines Nachfolgers 1712 setzte Ibáñez seine Politik der ungenierten Bereicherung fort. Eine Anklage über die Veruntreuung von Staatsgeldern in Höhe von anderthalb Millionen Pesos wurde fallengelassen. Erst als sein Neffe, der Marqués de Corpa, in Ungnade fiel, musste er das Land verlassen und verlor all seine Besitztümer. Er ging nach Lima, trat in den Jesuitenorden ein und starb dort drei Jahre später.